# Helmut Kremers
Helmut Kremers (Mönchengladbach, 1949. március 24. –) nyugatnémet válogatott világbajnok német labdarúgó, hátvéd. Ikertestvére Erwin Kremers szintén nyugatnémet válogatott labdarúgó volt.

## Pályafutása

### Klubcsapatban
A  Borussia Mönchengladbach csapatában kezdte a labdarúgást, ahol 1967-ben mutatkozott be az első csapatban. 1969 és 1971 között a Kickers Offenbach, 1971 és 1980 között a Schalke 04 labdarúgója volt. Mindkét csapattal egy-egy alkalommal elnyerte a nyugatnémet kupát. Az 1980–81-es idényt a Rot-Weiß Essen csapatánál töltötte. 1981 és 1982 között Kanadában és az Egyesült Államokban játszott, nagypályán és teremben. 1982-ben fejezte be az aktív labdarúgást.

### A válogatottban
1973 és 1975 között nyolc alkalommal szerepelt a nyugatnémet válogatottban. Tagja volt 1974-es világbajnok csapatnak, de pályára nem lépett.

## Sikerei, díjai
NSZK
- Világbajnokság
  - világbajnok: 1974, NSZK

 Kickers Offenbach
- Nyugatnémet kupa (DFP-Pokal)
  - győztes:  1970

 FC Schalke 04
- Nyugatnémet kupa (DFP-Pokal)
  - győztes:  1972